# مرض فابري
مرض فابري(بالإنجليزية: Fabry disease)‏ هو خلل وراثي نادر سببه عيب في إحدى مورّثات الجسم. وهو يصيب الذكور بشكل أساسي لأن جينه موجود في الكروموسوم إكس (مع أن بعض الإناث قد يختبرن أعراضه أيضاً): ويقدر أن 1 من بين كل 40 ألف ذكر مصاب بهذا المرض، فيما تُقدّر نسبة انتشاره بين الناس بواحد من بين كل 117000 شخص.
قُدمت الأوصاف الأولى للحالة في وقت واحد من قبل طبيب الأمراض الجلدية يوهانس فابري [الإنجليزية] والجراح ويليام أندرسون [الإنجليزية] في عام 1898.

## السبب
يسببه نقص خلقي في إنزيم الجسيم الحال ألفا غالاكتوزيداز ا (Alfa - galactosidase - α - Gal). يشوش نقص نشاط الانزيم تفكيك المركبات الدهنية الخاصة بالخلية، ويؤدى إلى تراكم الشجميات السفنغولية السكرية (Glycosphingolipids)، وخاصة (GL3) في خلايا بطانة الاوعية الدموية وانسجة أخرى في الجسم. يؤدي هذا التراكم لمادة التخزين (GL3) في النهاية، إلى الإصابة بالمرض بالأساس في القلب، الكلى والدماغ.
فعندما يرث الناس المورّثة المُعابة التي تسبب هذا الداء، تعجز أجسامهم عن إنتاج إنزيم يدعى ألفا-غلاكتوسايديز أ أو ألفا-غال، وهو ضروري لتنظيف بعض خلايا الجسم من مادة دهنية تسمى غلوبوترياأوزيلسيرميد أو جي.إل.3.

## الآلية
مرض فابري هو اضطراب وراثي في التخزين الليزوزومي (التخزين داخل الجسيمات الحالة) ناتج عن نقص ألفا غالاكتوزيداز أ. ينتج هذا النقص في الإنزيم عن تراكم الغليكوسفينجوليبيد الموجود في الجسيمات الحالة ومعظم أنواع الخلايا والأنسجة؛ لذلك يُعتبر داء فابري مرضًا متعدد الأجهزة. تشمل الأعراض نوب ألمية، وورم وعائي، وحثل قرنية، ونقص تعرق. في الحالات الشديدة، تحدث إصابة كلوية، ودماغية، وقلبية والتي غالبًا ما تكون السبب في الوفيات المبكرة عند مرضى فابري. مرض فابري مرتبط بالصبغي الجنسي X ويظهر في الغالب في الذكور متماثلي الزيجوت ولكن أيضًا في الإناث متغايرات الزيجوت. تحدث الإصابات القلبية بشكل متكرر لدى مرضى فابري. يطور المرضى اعتلال عضلة القلب الضخامي، وعدم انتظام ضربات القلب، واضطراب في التوصيل، وتشوهات الصمامات. يؤدي نقص نشاط ألفا غالاكتوزيداز الليزوزومي إلى التراكم التدريجي للغلوبوترياوزيل سيراميد (GL-3) داخل الجسيمات الحالة، والذي يُعتقد أنه يؤدي إلى سلسلة من التفاعلات الخلوية. تُشخص الحالة عند الذكور متماثلي اللواقح بتأكيد وجود نقص في إنزيم ألفا غالاكتوزيداز. أما عند الإناث متغايرات الزيجوت سيكون نقصه غير حاسم بسبب التعطيل العشوائي للكروموسومات الجنسية X، لذلك لا بد من إجراء الاختبار الجزيئي (التنميط الجيني) من أجل التشخيص.

## الأعراض
تختلف الأعراض كثيراً من طفلٍ لآخر ومن مريضٍ لآخر، مما يسبب صعوبةً وتأخراً في تشخيص المرض، ويتأخر تشخيص المرض حتى 3 سنوات وأحياناً حتى 12 سنة من تاريخ بدء الأعراض، وقد تتأخر الأعراض من 2 إلى 5 سنوات عند البنات مما هو عند الذكور، وأكثر ما يثير الشبهة بمرض فابري عند الأطفال هو وجود شكوى الخدر والتنميل في الأطراف مع آلام عصبية معممة وأعراض هضمية مبهمة، وأهم هذه الأعراض والعلامات هي:
- قد يبدأ المرض بشكلٍ مبكر من عمر سنتين
- الأعراض العصبية تظهر أولاً، ففي 80 % من الحالات تكون أولى العلامات هي حس خدر في اليدين والساعدين والقدمين والساقين. وآلام عصبية مع نوب من الألم، اضطراب حس الحرارة في الأطراف، وتراجع التعرق.
- الأعراض العصبية المتعلقة بالدماغ: مثل حوادث نقص التروية العابرة (جلطة خفيفة تشفى بسرعة)، أو حادث وعائي دماغي (جلطة دماغية).
- الأعراض الهضمية في داء فابري تشاهد في 60 % من الحالات، خاصة ألم البطن والإسهال وأحياناً الإمساك
- إصابة القلب: تشمل تضخم البطين الأيسر، إصابة الدسامات القلبية، اضطراب كهربائية القلب، واضطراب ضربات القلب.
- إصابة الكليتين: حيث يشاهد الدم مع البول، والبروتين في البول، واعتلال الكبب واحيانًا القصور الكلوي.[10]
- إصابة الأذن: على شكل دوار وتراجع السمع.[11]
- إصابة العين: تحدث ترسبا في القرنية، وساد.
- إصابة الجلد: حيث التقرنات الوعائية angiokeratomes، والاستسقاء في الأطراف.

## التشخيص
يكون التشخيص من خلال أعراض المرض ويؤكد بكشف النقص في أنزيم ألفا-غالاكتوزيداز [الإنجليزية] أ alpha-galactosidase A

## العلاج
يعالج مرض فابري بتقديم الدعم للمريض المصاب ومعالجة العضو المصاب وبإعطاء المريض المصاب الإنزيم الناقص والمتوفر بشكلٍ دوائي (فابرازيم).

## الإنذار
متوسط العمر المتوقع عند الإصابة بمرض فابري للذكور 58.2 سنة مقارنة بـ 74.7 سنة في السكان الطبيعيين، وللإناث 75.4 سنة مقارنة بـ 80.0 سنة في السكان الطبيعيين. بحسب بيانات التسجيل من 2001 إلى 2008، كان السبب الأكثر شيوعًا للوفاة هو أمراض القلب والأوعية الدموية، مع تلقي معظم المرضى لزرع كلية.

## وبائيًا
يعتبر مرض فابري مرضًا عرقيًا، ولكن نظرًا لندرته، يصعب تحديد معدل تكراره بدقة. تتراوح الحالات المبلغ عنها من حالة واحدة من كل 476000 إلى حالة واحدة من كل 117000 في عموم السكان. وجدت مبادرات فحص حديثي الولادة انتشارًا مرتفعًا بشكل غير متوقع للمرض، إذ وصل معدل انتشار المرض إلى واحد من بين حوالي 3100 طفل حديث الولادة في إيطاليا، مع معدل مرتفع بشكل مفاجئ للولدان الذكور حوالي واحد من كل 1500 في تايوان.

## وصلات إضافية
- Fabry Disease Information Page at المعهد الوطني للاضطرابات العصبية والسكتة الدماغية
- Fabry disease at المكتبة الوطنية لعلم الطب Genetics Home Reference
- Fabry Registry
- Stroke in young Fabry patients
- Datagenno - Fabry Disease

مجموعات الدعم
- Focus on Fabry by Shire
- Fabry Community by Genzyme
- Fabry Support & Information Group (FSIG)
- Fabry support at MPS Society
- Canadian Fabry Association
- National Fabry Disease Foundation, USA
- Fabry Support Group Australia
- Fabry Support Group Poland by Pietka